# IC 4607-2
IC 4607-2 — галактика типу S (спіральна галактика) у сузір'ї Геркулес.
Цей об'єкт міститься в оригінальній редакції індексного каталогу.